# Eugene Nowland
Eugene Nowland (1879–1938) est un réalisateur et scénariste américain, actif pendant la période du muet.

## Filmographie partielle

### Réalisateur
- 1915 : The Boston Tea Party
- 1915 : Won Through Merit
- 1915 : According to Their Lights
- 1915 : McQuade of the Traffic Squad
- 1915 : The Breaks of the Game
- 1915 : The Scar of Conscience
- 1915 : Vanity Fair
- 1915 : The Valkyrie
- 1916 : In the Name of the Law
- 1916 : The Flight of the Duchess
- 1916 : A Bird of Prey
- 1917 : Threads of Fate
- 1917 : Miss Deception
- 1918 : Peg o' the Sea

### Scénariste
- 1915 : McQuade of the Traffic Squad
- 1915 : According to Their Lights